# Ekkehard de Aura

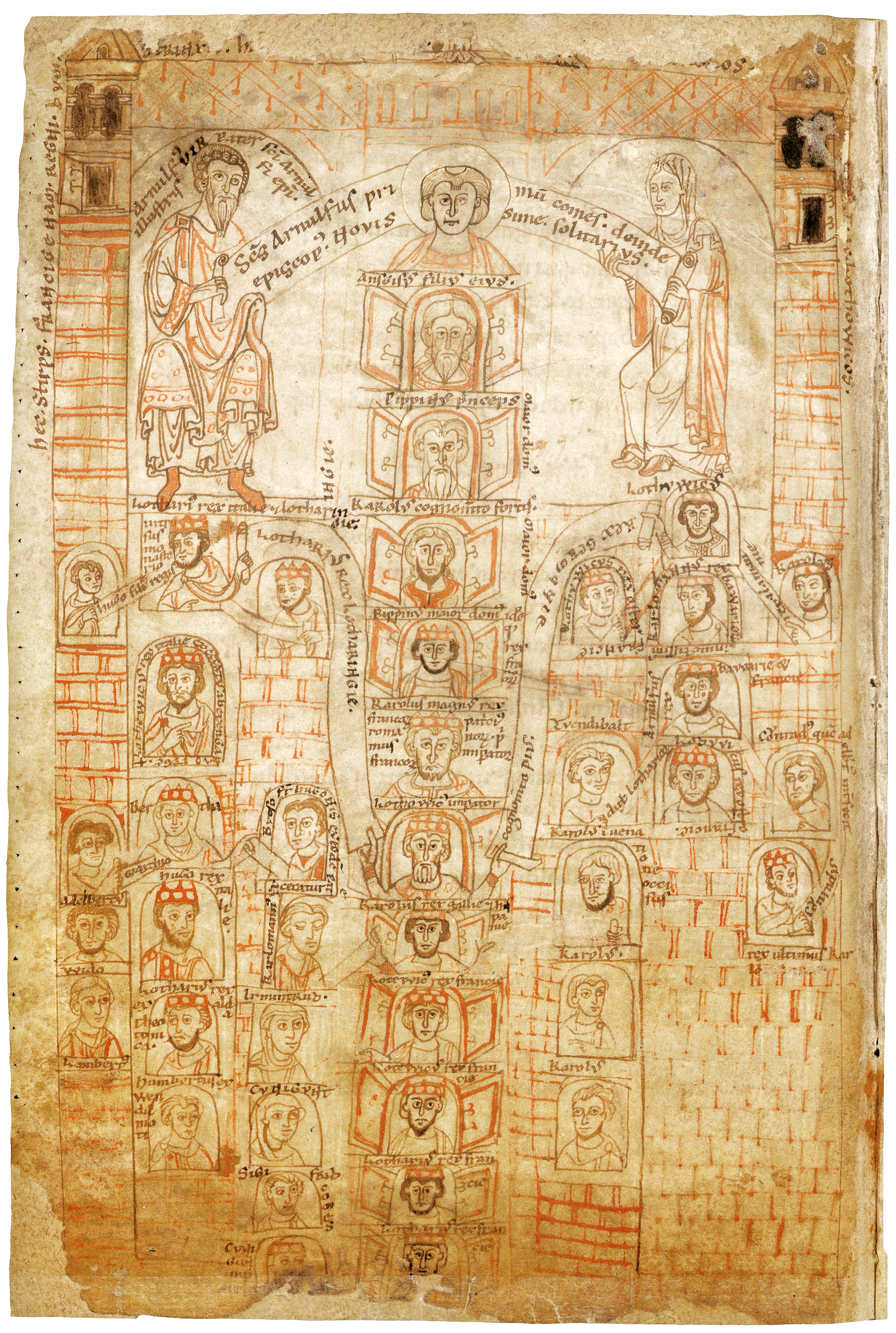
Chronicon Universale - Ekkehard de Aura.

Ekkehard de Aura (d. 1126) a fost abate de Aura (mănăstire întemeiată de episcopul Otto de Bamberg, pe malul râului Saale, în apropiere de Bad Kissingen, în Bavaria) începând din anul 1108.

## Biografie
Călugăr benedictin și cronicar, Ekkehard a operat modificări asupra cronicii universale (Chronicon universale) a lui Frutolf de Michelsberg, adăugând date referitoare la istoria Germaniei dintre anii 1098 și 1125, din timpul împăratului Henric al V-lea, în care se remarcă puternica susținere pentru papalitate în cadrul Luptei pentru învestitură. De asemenea, Ekkehard a participat la Cruciada din 1101 și oferă material documentar important despre persecutarea populației evreiești din zona renană în faza incipientă a cruciadelor.